# Kim Min-jung (patinage)
Dans ce nom coréen, le nom de famille, Kim, précède le nom personnel.
Pour les articles homonymes, voir Kim Min-jung et Kim.
Kim Min-jung est une patineuse de vitesse sur piste courte sud-coréenne.

## Carrière
En 2009, Kim Min-jung remporte sa première médaille individuelle en Championnats du monde au 1500 mètres, devant la future championne olympique Zhou Yang.
Aux Jeux olympiques de 2010, elle ne participe qu'au relais féminin, avec Lee Eun-byul, Park Seung-hi et Cho Ha-ri. L'équipe arrive première, mais est disqualifiée à la suite d'un contact physique entre Kim et la Chinoise Sun Linlin.